# 루나 블레이즈
루나 블레이즈(Luna Blaise, 2001년 10월 1일 ~ )는 미국의 배우, 가수이다.

## 출연 작품
- 프레시 오프 더 보트 (2015-18) - 니콜 역
- 매니페스트 (2018-) - 올리버 스톤 역